# Ubaitaba
Ubaitaba is een gemeente in de Braziliaanse deelstaat Bahia. De gemeente telt 20.333 inwoners (schatting 2009).

## Verkeer en vervoer
De plaats is de eindbestemming van de radiale snelweg BR-030 tussen Brasilia en Ubaitaba. Daarnaast ligt ze aan de wegen BR-101 en BA-120.

## Geboren
- José Ferreira Nadson (1984), voetballer
- Isaquias Queiroz (1994), kanovaarder